# Пухлики
«Пу́хлики» (англ. Huge) — американский драматический телесериал, транслируемый на канале ABC Family с 28 июня по 30 августа 2010 года. Сериал основан на одноименном подростковом романе Саши Пелей. Винни Холзмен (создатель телесериала «Моя так называемая жизнь») и её дочь Саванна Дули написали сценарий пилотной серии.
Кастинг начался в январе, а производство в апреле 2010 года. Премьера состоялась 28 июня и привлекла 2,53 миллиона зрителей. 4 октября 2010 года телеканал объявил, что сериал не будет продлён на второй сезон.

## Сюжет
В шоу рассказывается о жизни восьми совершенно разных подростках, приехавших на лето в лагерь «Победа» для снижения веса и о сотрудниках лагеря.

## В ролях
- Никки Блонски — Вилламина «Вилл» Рэдер, сардоническая и упрямая девушка, возмущенная тем, что родители отправили её в лагерь для похудения. Она считает, что «жирный лагерь» учит ненавидеть своё тело и лишний вес, когда нужно просто принять его. Бывает грубой и саркастической, но в отношении Бекки и Йена проявляет мягкость. Злилась на Йена за то, что он прочитал страницу из её дневника и сочинил на основе её стихотворения песню. Влюблена в Йена и ревнует его к Эмбер, но чувствует, что никто не будет любить её из-за её лишнего веса. Родители Вилл владеют оздоровительным клубом[7].
- Хейли Хассельхоф — Эмбер, уравновешенная и приятная в общении наименее полная девушка во всем лагере. У Эмбер безответственная и незрелая мать, и она дома выполняла материнские обязанности. Эмбер заплатила за пребывание в лагере своими собственными сбережениями. Становится подругой Хлои и влюбляется в Джорджа, молодого тренера и консультанта лагеря. Вскоре начинает с ним встречаться, но Джордж быстро заканчивает их отношения.
- Рэйвен Гудвин — Бекка, болезненно застенчивая девушка, подруга Вилл. Их отношения помогают Бекке обрести уверенность в себе. Она постоянно читает и маниакально заинтересована в таких вещах, как руны и ролевые игры. Тайком прочитала личный дневник Вилл. Они с Хлоей когда-то были лучшими друзьями[8].
- Эри Стидхэм — Йен, неуклюжий музыкант, который дружит с Вилл на почве музыкальных пристрастий. Сказал, что ненавидел все свои песни, пока не сочинил песню на слова стихотворения Вилл. Часто бывает саркастическим, но в общении с Эмбер испытывает неловкость. Когда родители приехали навестить его, то сообщили, что подают на развод[7].
- Эшли Холлидэй — Хлоя, была лучшей подругой Бекки, но затем променяла её на популярность. Второй год приезжает в лагерь для похудения. Встречается с Трентом, приходится сестрой-близнецом Аластору, но этот факт никто кроме Трента не знает до родительского дня, когда доктор Рэнд это упоминает. В прошлом году была обнаружена в спальном мешке мальчика, предположительно после того, как они занимались сексом[7].
- Харви Гуиллен — Аластар, чудак, над которым часто издеваются, живет в своем собственном мире. Он часто проявляет свои «девчоночьи» предпочтения, например во время «Призрачного квеста», он выбрал имя Афина, а затем упоминает, что его сестра получила все игрушки, которые хотел он, говоря о наборе кукол. Он приходится братом-близнецом Хлое, но она решила держать это в секрете. Аластар открывает Тренту, что они с Хлоей не просто брат и сестра, а близнецы[7][9].
- Стефан Ван Рэй — Трент, спортсмен, недавно потерявший свою мать. Единственный в лагере знает, что Хлоя и Аластар близнецы. Любит играть с Йеном, хотя до знакомства с Хлоей мог играть только на барабанах. Он кажется типичным придурком, но иногда с Аластаром он показывает своё истинное лицо.
- Джейкоб Високи — Данте Пизнарски, закадычный друг Трента. Его имя не известно до того момента, когда доктор Рэнд открывает его во время утреннего обсуждения в день приезда родителей.
- Джина Торрес — Доктор Дороти Рэнд, суровая, но благонамеренная директор лагеря «Победа». Борется с проблемой питания и является членом общества «анонимных обжор». Испытывает неловкость в общении с людьми и плохо умеет завязывать личные отношения.
- Зандер Экхоуз — Джордж, симпатичный молодой консультант лагеря, в которого влюблены все девочки. Работает ассистентом главного тренера и помощником Шей. Влюблен в Эмбер и ревнует её к Тренту, когда тот начинает за ней ухаживать. Начинает с ней встречаться, но быстро заканчивает эти отношения.
- Зои Джарман — Поппи, вечно веселая консультант лагеря. Она поддерживает девушек и следит за тем, чтобы и у других обитателей лагеря все было хорошо. Во время просмотра фильма, говорит Джорджу, что она асексуальна и никогда не испытывала ни к кому романтических чувств.
- Пол Дули — Джо «Сэлти» Сэлзниак, шеф-повар лагеря и отец доктора Рэнд. Его лицо практически не отражает никаких эмоций и он может часто казаться заторможенным. У него есть татуировка с именем Джойс на плече, оставшаяся с того времени, когда он играл. Бросил свою семью, когда Дороти было 11 лет.
- Тиа Техада — Шей, тренер в лагере «Победа», является пародией на Джиллиан Майклс, пытается достучаться до детей криками и преследованием. У неё есть дочь по имени Рокси.

## Эпизоды
| № | Название                                               | Режиссёр             | Автор сценария                              | Дата премьеры                   | Зрители в США (млн) |
| --- | ------------------------------------------------------ | -------------------- | ------------------------------------------- | ------------------------------- | ------------------- |
| 1 | «Hello, I Must Be Going» «Привет, я должна уехать»     | Эллисон Лидди-Браун  | Телесценарий: Саванна Дули и Винни Хольцман | 28 июня 2010                    | 2,53                |
| В лагерь «Победа» приезжают подростки, желающие сбросить вес. Вилл, которую сюда отправили родители, решает наоборот ещё набрать за лето вес. Она привезла с собой всевозможные сладости и решает распространять их в лагере. Однако кто-то сдает Вилл доктору Рэнд, и Вилл подозревает в этом Эмбер, самую стройную и красивую девушку в лагере. |                                                        |                      |                                             |                                 |                     |
| 2 | «Letters Home» «Письма домой»                          | Рон Логомарсино      | Гейл Абрамс                                 | 5 июля 2010                     | 2,14                |
| Вилл постоянно откладывает написание письма своим родителям по электронной почте. Доходит до того, что её родители присылают доктору Рэнд писмо с просьбой попросить Вилл написать им. Сама же доктор Рэнд пишет письмо матери, сообщая о том, что её отец находится в лагере. Тем временем в лагерь приезжает Даниэль, заменившая Кейтлин, но не одна, а со всей своей семьей, которые ведут себя весьма странно и не хотят уезжать. |                                                        |                      |                                             |                                 |                     |
| 3 | «Live Action Role Play» «Ролевая игра живого действия» | Майкл Гроссман       | Саванна Дули и Винни Хольцман               | 12 июля 2010                    | 1,89                |
| Бекка решает провести ролевую игру живого действия по своему собственному миру фэнтези. Однако когда ребята выбирают идеальное место для проведения игры, они встречают подростков из соседнего теннисного лагеря, Брэда и Меридит. Оказывается, что Брэд и Вилл учатся в одной школе, и Брэд постоянно издевается на Вилл и её полнотой. Между тем у Бекки и Вилл возникают разногласия по поводу правил проведения игры. |                                                        |                      |                                             |                                 |                     |
| 4 | «Talent Night» «Шоу талантов»                          | Эрик Штольц          | Винни Хольцман                              | 19 июля 2010                    | 1,48                |
| На ежегодном шоу талантов Вилл решает спародировать доктора Рэнд, в то время как Эмбер и Хлоя готовят танец, Йен собирается исполнить песню собственного сочинения, а Аластар готовится показывать магические трюки. В то же время у Вилл пропадает личный дневник, и они с Беккой пытаются везде его найти до того, как кто-нибудь его прочитает. |                                                        |                      |                                             |                                 |                     |
| 5 | «Movie Night» «Ночь кино»                              | Элоди Кин            | Энди Ризер                                  | 26 июля 2010                    | 1,58                |
| Сотрудники лагеря «Победа» готовятся к ежегодной ночи кино. После инцидента, случившегося в прошлом году, когда одна из девушек оказалась в спальном мешке с парнем, они решают в этом году запретить спальные мешки. Вилл все ещё злится на Йена и думает, что он прочитал весь дневник, а не только страницу со стихотворением. Между тем Джордж находится в замешательстве из-за своих чувств к Эмбер, но не хочет ставить свою работу под угрозу. |                                                        |                      |                                             |                                 |                     |
| 6 | «Spirit Quest» «Призрачный квест»                      | Патрик Норрис        | Жен Оксенберг                               | 2 августа 2010                  | 1,36                |
| Сэлти объявляет, что Шей, главный тренер, вынуждена была срочно уехать по личному делу. Поппи берет на себя управление лагерем в то время, когда доктор Рэнд выясняет, что случилось. Доктор Рэнд поручает Джорджу провести ежегодный «Призрачный квест», так как Шей его рекомендовала. Поппи рассказывает Джорджу, что когда-то у неё был избыточный вес, и она проводила лето в лагере «Победа», чтобы похудеть. |                                                        |                      |                                             |                                 |                     |
| 7 | «Poker Face» «Невозмутимое лицо»                       | Венди Стэнцлер       | Роберт Л. Фридман                           | 9 августа 2010                  | 1,41                |
| Шей возвращается из своего временного отпуска в лагерь и говорит доктору Рэнд, что у её дочери был менингит, но сейчас с ней все в порядке. Доктор Рэнд обижается, что Шей, проработавшая с ней четыре года в лагере, никогда не упоминала, что у неё есть дочь. Тем временем ребята готовятся ко второму взвешиванию за лето, и Эмбер отчаянно хочет узнать, что потеряла несколько фунтов, в то время как Вилл это нисколько не заботит. |                                                        |                      |                                             |                                 |                     |
| 8 | «Birthdays» «Дни рождения»                             | Элоди Кин            | Люси Бойл                                   | 16 августа 2010                 | 1,34                |
| Приближается день рождения Хлои и Аластара, но каждый готовит для себя отдельный праздник. Вилл и Бекка планируют ночью использовать руны, чтобы узнать своё будущее. Во время вечеринки Хлои Эмбер крадет у Поппи алкоголь, ребята напиваются и решают сыграть в «Правду или вызов». Пизнарски должен поцеловать Аластара, которого подозревают в том, что он гей. Из-за этой проделки Хлоя злится на Трента и его друзей. |                                                        |                      |                                             |                                 |                     |
| 910 | «Parents Weekend» «Родительский день»                  | Дэн Лернер Элоди Кин | Гейл Абрамс Саванна Дули                    | 23 августа 2010 30 августа 2010 | 1,47 1,45           |
| На выходные в лагерь приезжают родители. Аластар просит Бекку притвориться на время его подружкой и приглашает её на обед с родителями. Трент боится сказать родителям, что встречается с Хлоей, а мать Эмбер проносит в лагерь пачку печенья, которую Эмбер вскрывает в прачечной. Родители застают Йена врасплох, когда сообщают, что собираются развестись. Эмбер просит Вилл спрятать еду, привезенную матерью, в лесу. Вилл и Эмбер прокрадываются на кухню и воруют пирожные, но их обнаруживает Джордж. Сэлти покидает лагерь, чтобы позаботиться о своей другой дочери, пятнадцатилетней Вайолет, о которой доктор Рэнд ничего не знала. Эмбер видит, как Джордж целует сестру Картера, и убегает в слезах. Йен следует за ней, утешает, и они целуются. Эмбер и Йен вместе появляются у костра, держась за руки, что разбивает сердца Джорджа и Вилл. |                                                        |                      |                                             |                                 |                     |

## Рейтинги
| Сезон   | Таймслот           | Количество эпизодов | Премьера     | Премьера                    | Финал           | Финал                    | ТВ сезон | Зрители (миллионы) |
| Сезон   | Таймслот           | Количество эпизодов | Дата показа  | Премьера Зрители (миллионы) | Дата показа     | Финал Зрители (миллионы) | ТВ сезон | Зрители (миллионы) |
| ------- | ------------------ | ------------------- | ------------ | --------------------------- | --------------- | ------------------------ | -------- | ------------------ |
| Сезон 1 | Понедельник, 21.00 | 10                  | 28 июня 2010 | 2,53                        | 30 августа 2010 | 1,45                     | 2010     | 1,66               |

## Релиз DVD
Полный сезон телесериала вышел на DVD 22 февраля 2011 года.